# Diaphanogryllacris aequalis
Diaphanogryllacris aequalis is een rechtvleugelig insect uit de familie Gryllacrididae. De wetenschappelijke naam van deze soort is voor het eerst geldig gepubliceerd in 1859 door Walker.